# 1812 w muzyce
Wydarzenia muzyczne w 1812 roku.

## Wydarzenia
- 8 stycznia – w weneckim Teatro San Moisè miała miejsce premiera opery L’inganno felice Gioacchino Rossiniego[1][2]
- 9 lutego – w Peszcie odbyły się premiery uwertur Ruiny Aten, Op.113 oraz Król Stefan, Op.117 Ludwiga van Beethovena[1][2]
- 14 marca – w Ferrarze w Teatro Comunale miała miejsce premiera opery Ciro in Babilonia Gioacchino Rossiniego[1][2]
- 4 kwietnia – w paryskim Théâtre Feydeau miała miejsce premiera opery Jean de Paris François-Adriena Boieldieu. Była to jego pierwsza produkcja od czasu powrotu do Paryża z Sankt Petersburga[1][2]
- 21 kwietnia – w londyńskim Hanover Square Rooms miała miejsce premiera oratorium Palestine Williama Crotcha[1][2]
- 5 maja – w wiedeńskim Leopoldstädter Theater miała miejsce premiera „Das Haus ist zu verkaufen, S 90, WoO 28” Johanna Nepomuka Hummla[1][2]
- 9 maja – w weneckim Teatro San Moisè miała miejsce premiera opery La scala di seta Gioacchino Rossiniego[1][2]
- 18 maja – w rzymskim Teatro Valle miała miejsce premiera opery Demetrio e Polibio Gioacchino Rossiniego[1][2]
- 23 maja – w wiedeńskim Theater an der Wien miała miejsce premiera „Der Zauberkampf, S 92, WoO 34” Johanna Nepomuka Hummla[1][2]
- 26 maja – Luigi Cherubini rezygnuje z funkcji członka jury Académie Imperiale de Musique[1][2]
- 5 czerwca – w londyńskim Hanover Square Rooms miała miejsce premiera „Grand Duet for the Organ” Samuela Wesleya w wykonaniu kompozytora wraz z Vincentem Novello[1][2]
- 15 sierpnia – w Paryżu odbyła się premiera A Mass in C Giovanniego Paisiello[1][2]
- 11 września – w wiedeńskim Theater an der Wien miała miejsce premiera baletu Sappho von Mitilene, Op.68 Johanna Nepomuka Hummla[1][2]
- 16 września – w Dover w Unitarian Church miała miejsce premiera „Ordination” Lowella Masona[1][2]
- 22 września – w Wiedniu odbyła się premiera „Kyrie C-dur” Antonia Salieriego[1][2]

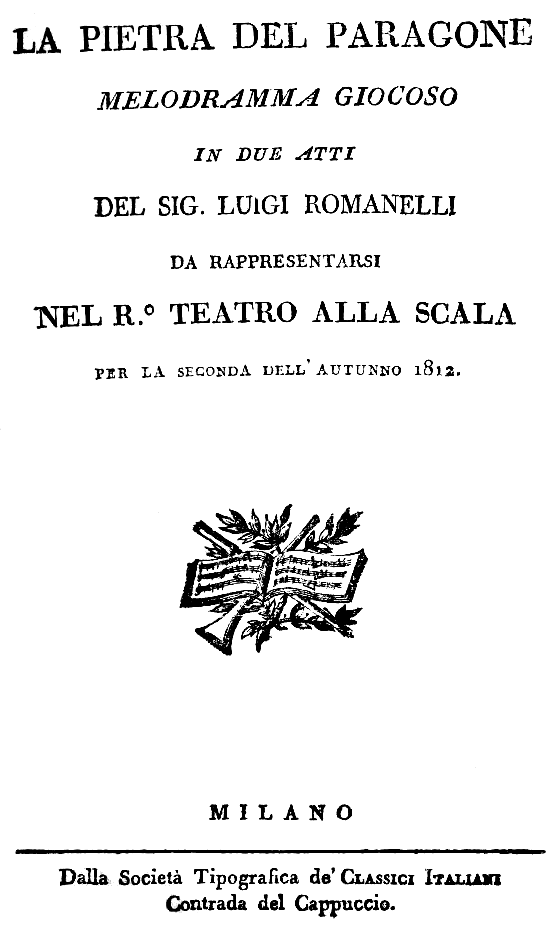
Strona tytułowa libretta opery La pietra del paragone Gioacchino Rossiniego

- 26 września – w mediolańskiej La Scali miała miejsce premiera opery La pietra del paragone Gioacchino Rossiniego[1][2]
- 3 października – w Paryżu odbyła się premiera kantaty „La duchesse de la Vallière” Ferdinanda Hérolda[1][2]
- 24 listopada – w weneckim Teatro San Moisè miała miejsce premiera opery L’occasione fa il ladro Gioacchino Rossiniego[1][2]
- 17 grudnia – w Gocie odbyła się premiera „Koncertu fortepianowego No. 2 in E flat major, Op.32, J.155” Carla von Webera[1][2]
- 23 grudnia – w monachijskim Cuvilliés Theatre miała miejsce premiera opery Jephtas Gelübde Giacoma Meyerbeera[1][2]
- 26 grudnia – w mediolańskiej La Scali miała miejsce premiera opery Tamerlano Johanna Mayra[1][2]
- 29 grudnia – w wiedeńskim w domu księcia Lobkowitza miało miejsce premierowe wykonanie „Sonaty skrzypcowej nr 10 G-dur, op.96” Ludwiga van Beethovena[1][2]

## Urodzili się
- 8 stycznia – Sigismund Thalberg, austriacki pianista i kompozytor (zm. 1871)
- 3 marca – Alexandre Dubuque, rosyjski pianista, kompozytor i pedagog muzyczny (zm. 1898)
- 11 marca – William Vincent Wallace, irlandzki kompozytor (zm. 1865)
- 27 kwietnia – Friedrich von Flotow, niemiecki kompozytor operowy (zm. 1883)
- 14 maja – Emilie Mayer, niemiecka kompozytorka (zm. 1883)
- 27 czerwca – John Pyke Hullah, angielski kompozytor, organista i pisarz muzyczny (zm. 1884)
- 2 lipca – Gustav Flügel, niemiecki kompozytor (zm. 1900)
- 27 lipca – Karl Koßmaly, niemiecki kompozytor i dyrygent (zm. 1893)
- 25 września – Jean-Baptiste Singelée, belgijski kompozytor muzyki poważnej (zm. 1875)
- 4 października – Fanny Persiani, włoska śpiewaczka operowa (sopran) (zm. 1867)
- 28 listopada – Ludvig Mathias Lindeman, norweski kompozytor i organista (zm. 1887)
- 8 grudnia – Jan Hornziel, polski skrzypek i pedagog muzyczny (zm. 1871)
- 18 grudnia – Wiktor Każyński, polski kompozytor, dyrygent, pianista i publicysta muzyczny (zm. 1867)
- 28 grudnia – Julius Rietz, niemiecki kompozytor, dyrygent i wiolonczelista (zm. 1877)

Data dzienna nieznana
- Edward Weber von Webersfeld, austriacki nauczyciel tańca, kapelmistrz, muzyk w zespole Johanna Straussa (syna) (zm. 1847)

## Zmarli
- 9 lutego – Franz Anton Hoffmeister, niemiecki kompozytor i wydawca muzyczny (ur. 1754)
- 20 marca – Jan Ladislav Dussek, czeski kompozytor i pianista (ur. 1760)
- 27 marca – Joachim Albertini, włoski kompozytor i dyrygent (ur. 1748)
- 21 maja – Joseph Wölfl, austriacki pianista i kompozytor (ur. 1773)
- 15 czerwca – Anton Stadler, austriacki klarnecista (ur. 1753)
- 24 lipca – Joseph Schuster, niemiecki kompozytor (ur. 1748)
- 19 sierpnia – Vincenzo Righini, włoski kompozytor i śpiewak (tenor) (ur. 1756)
- 28 października – Jan Beer, czesko-niemiecki kompozytor, klarnecista i trębacz (ur. 1744)
- 13 grudnia – Marianne Martinez, austriacka kompozytorka, pianistka i śpiewaczka pochodzenia hiszpańskiego (ur. 1744)

## Muzyka poważna
- 13 stycznia – publikacja „Dwóch duetów na fortepian i harfę, C.257-258” Jana Ladislava Dusseka w londyńskim Stationers’ Hall[1][2]
- 25 marca – w wiedeńskim „Wiener Zeitung” opublikowano „Dwanaście tańców na fortepian, Op.44” Johanna Nepomuka Hummla[1][2]
- 24 października – w wiedeńskim „Wiener Zeitung” opublikowano „Osiem utworów na fortepian, Op.37” Johanna Nepomuka Hummla[1][2]

## Nagrody
- 3 października – „Prix de Rome” dla kantaty La Duchesse de la Vallière ou Mlle de Lavallière Ferdinanda Hérolda[1][2]